# Базани
База́ни (рос. Базаны) — присілок в Балезінському районі Удмуртії, Росія.
В 1960-х роках присілок був центром сільради.

## Населення
Населення — 185 осіб (2010; 222 в 2002).
Національний склад станом на 2002 рік:
- росіяни — 98 %